# شهرستان ایراث (تگزاس)
شهرستان ایراث، تگزاس (به انگلیسی: Erath County, Texas) یک شهرستان در ایالات متحده آمریکا است که در تگزاس واقع شده‌است.

## خصوصیات
شهرستان ایراث ۲٬۸۲۳٫۱ کیلومترمربع مساحت دارد.